# 貓抓病
貓抓病是一種由巴通體科的韓瑟勒巴通氏菌（學名：Bartonella henselae）引起的亞急性細菌性疾病，至1950年代則發現此病多經貓抓傷或咬傷而造成感染，主要傳播媒介是家貓，主要病發在小孩及年輕人身上。猫抓病是幼儿及青少年慢性淋巴结病的最常见病因之一。美国1993年不完全统计全国诊断的猫抓病病例数为每年22000人，但估计仍有许多病例未被诊断。猫抓病引起住院的人数极少，18岁以下的群体约为6人/100万人口，5岁以下约为8.6人/100万人口。其病徵包括倦怠、淋巴結腫脹、持續發燒、頭痛等症狀，因此又被稱為「貓抓熱」。患者嚴重時，可能導致敗血症或不同程度的永久視力受損，25％貓抓病患者出現視神經受損、腦病、肝脾感染、骨髓炎、心內膜炎等併發症。
节肢动物也可能是猫抓病的传播媒介，如苍蝇、跳蚤、虱子、白蛉、蜱虫等。

## 外部連結
- 微生物免疫學-Bartonella henselae(韓瑟勒巴通氏菌) （页面存档备份，存于）